# Verbascum birandianum
Verbascum birandianum är en flenörtsväxtart som beskrevs av Hub.-mor.. Verbascum birandianum ingår i släktet kungsljus, och familjen flenörtsväxter. Inga underarter finns listade i Catalogue of Life.